# Francheville (Jura)
Francheville település Franciaországban, Jura megyében. Lakosainak száma 40 fő (2022. január 1.). Francheville Le Villey, Vers-sous-Sellières, Bois-de-Gand és Chaumergy községekkel határos.

## Népesség
A település népességének változása:
| Lakosok száma | 39   | 27   | 26   | 38   | 39   | 47   | 55   | 59   | 52   | 40   |
|               | 1968 | 1982 | 1990 | 2006 | 2013 | 2015 | 2017 | 2019 | 2020 | 2022 |